# Herbert Dreher (Ingenieur)
Herbert Dreher (* 1961 in Riedhausen) ist ein deutscher Ingenieur und Hochschullehrer.

## Leben
Herbert Dreher hat in Stuttgart Maschinenbau studiert. Seine Dissertation verfasste er zum Thema Automatisierung mit Industrierobotern am Fraunhofer-Institut für Produktionstechnik und Automatisierung. Danach hatte er rund 15 Jahre bei der Continental AG verschiedene leitenden Positionen inne und war zuletzt für den Geschäftsbereich Elektronische Bremssysteme verantwortlich. Dreher war von 2009 bis 2024 an der Dualen Hochschule Baden-Württemberg als Professor tätig. Dort war er von 2010 bis 2014 Studiengangsleiter für Maschinenbau. Von 2014 bis 2024 war Dreher Rektor der DHBW Ravensburg, die Wiederwahl zur zweiten Amtszeit erfolgte 2020.

## Werke (Auswahl)
- Herbert Dreher: Montage von Schlauchschellen mit Industrierobotern. Dissertation, Universität Stuttgart, IPA-IAO – Forschung und Praxis (IPA, Volume 213), 1995, ISBN 978-3-642-48028-7
- Herbert Dreher, David Elsdoerfer: Crucial question for the future of electromobility. Development and state of the art of the charging infrastructure; Kernfrage fuer die Zukunft der Elektromobilitaet. Entwicklung und aktueller Stand der Ladeinfrastruktur. In: Industrie-Anzeiger. 134, Nr. 5, 2012, ISSN 0019-9036, S. 36–38. online
- J. Spingler, Herbert Dreher, T. Hörz: Einsatzpotentiale der Robotertechnologie – Standortsicherung durch Robotereinsatz in der holzbe- und -verarbeitenden Industrie. In: Die Holzbearbeitung, Nr. 5, 1995, S. 104–107
- G. Krüll, Herbert Dreher: Lean Production mit hybrider Montage – Realisierung einer Lötmontagezelle im Rahmen eines Förderprojektes. In: Die Maschine, 1995
- Herbert Dreher, B. Frankenhauser: Greifsysteme für Montageroboter. Planung und Auswahl, In: Schweizer Maschinenmarkt, 1989
- Herbert Dreher: Ausgefallene Konstruktionen bei Peripheriegeräten. Verbesserungen durch Sensorik, Steuerungen und Antriebe, In: Konstruktion und Elektronik, 1990